# Neubrandenburger Stadttore
Die Stadttore von Neubrandenburg sind die Wahrzeichen der mecklenburgischen Stadt und verliehen ihr den Beinamen Vier-Tore-Stadt bzw. Stadt der Vier Tore. Mit Blick auf die außergewöhnlich gut erhaltene Stadtmauer Neubrandenburg sprach man historisch auch vom „Rothenburg des Nordens“.
Die europaweit herausragenden backsteingotischen Tore sind überregional bekannt. Sie sind Elemente der mittelalterlichen Stadtbefestigung, bestehend aus einer Wallanlage und einer kreisförmigen Stadtmauer, in die einst 57 Wiekhäuser (bis heute wurden davon 25 rekonstruiert), zwei Wehrtürme (Fangelturm erhalten) und die Stadttore integriert wurden. Es befinden sich an der Ostseite der Stadt zwei Tore und an der Süd- und Westseite je ein Tor; im Norden gab es bis zur Errichtung des Bahnhofstores im 19. Jahrhundert keines. Das sommerliche Neubrandenburger Stadtfest wurde nach den Toren „Vier-Tore-Fest“ benannt.
Eine Besonderheit ist der am Friedländer Tor erhaltene äußere Wehrzingel. Das Neue Tor ist das einzige ohne Vortor. Auf seiner Stadtseite prangen wie am Stargarder Tor sogenannte Adorantinnen unbekannter Herkunft, um die sich verschiedene Legenden ranken.

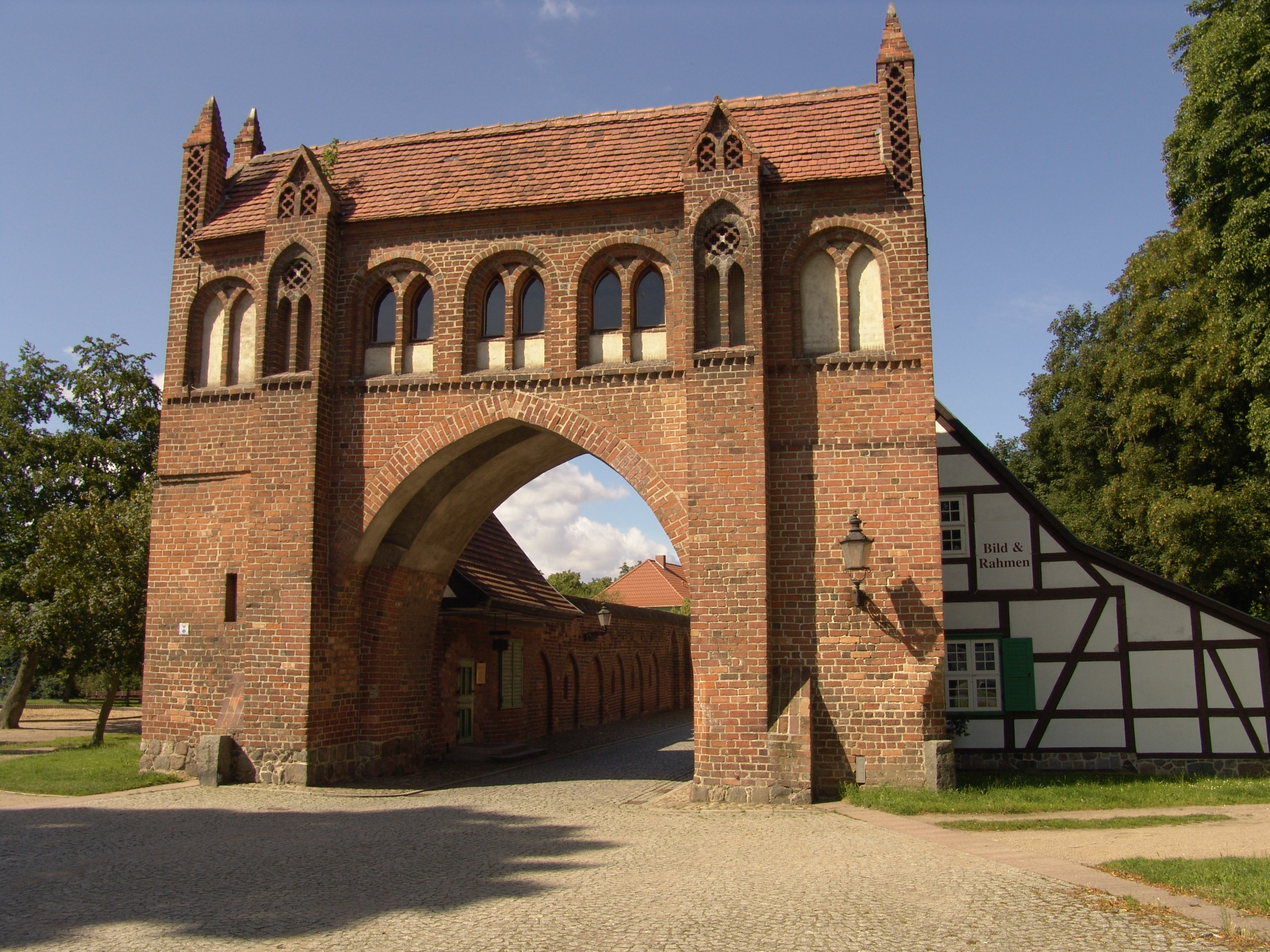
Friedländer Tor Nordöstliches Stadttor, mit Zingel (Bild: Vortor, Feldseite)
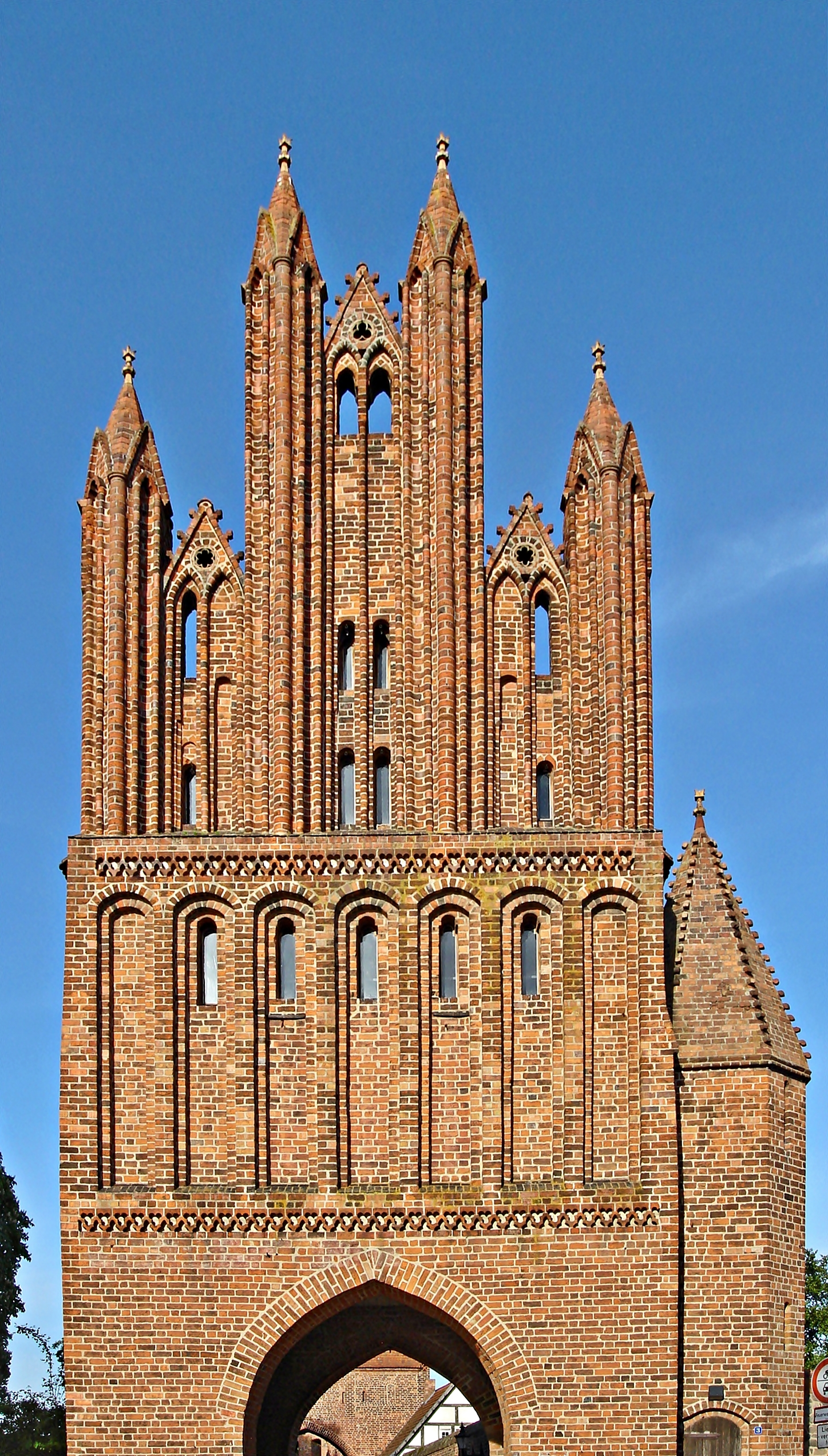
Friedländer Tor (Haupttor, Stadtseite)
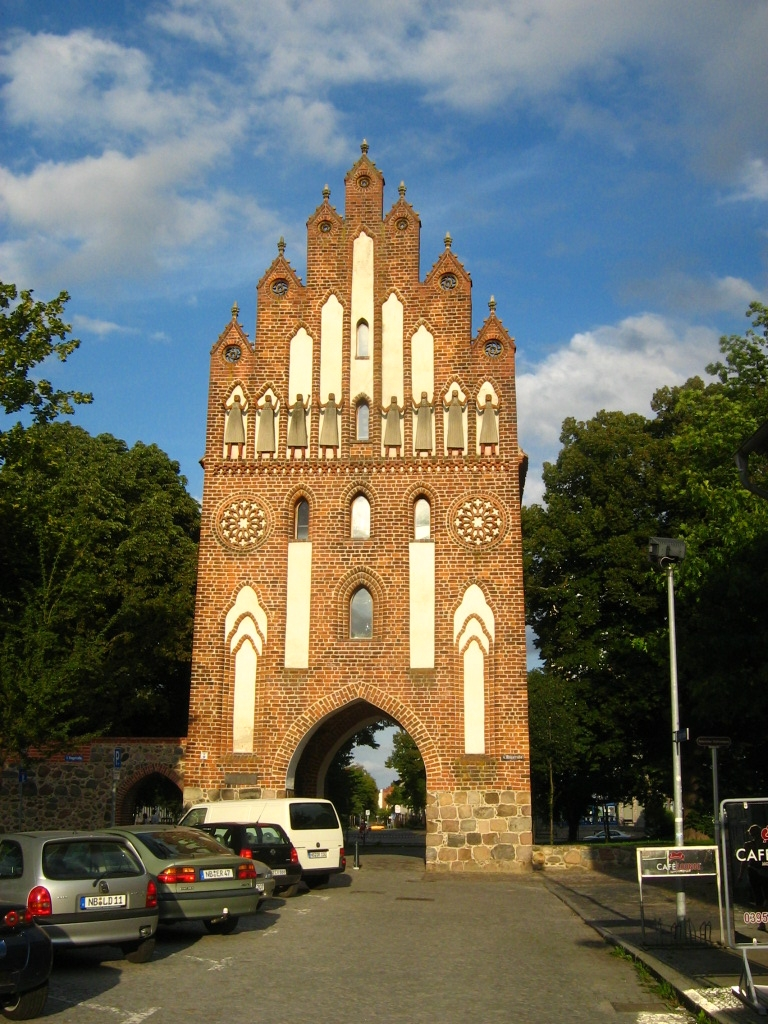
Neues Tor Östliches Stadttor, nur Haupttor erhalten (Bild: Stadtseite)
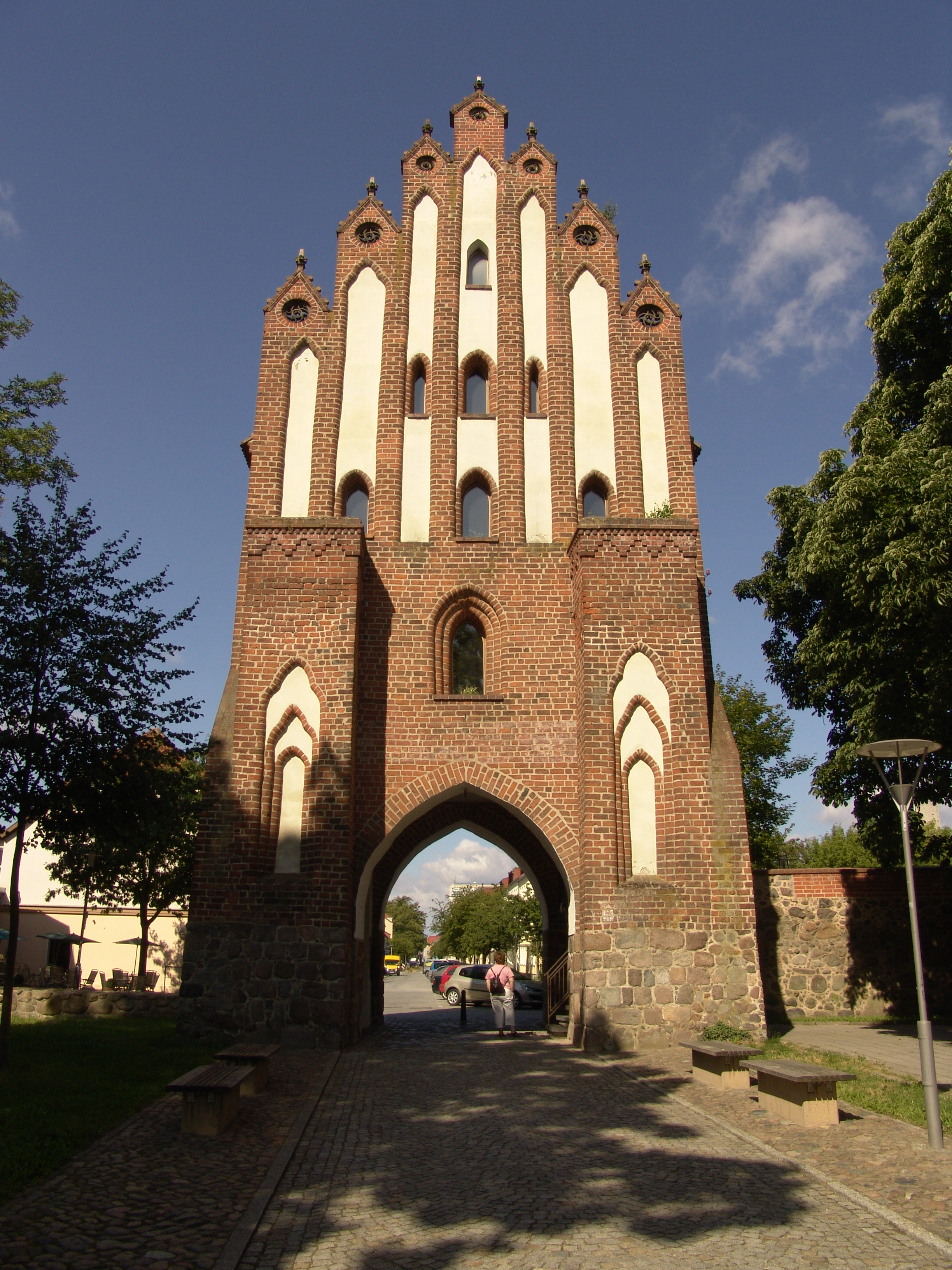
Neues Tor (Feldseite)

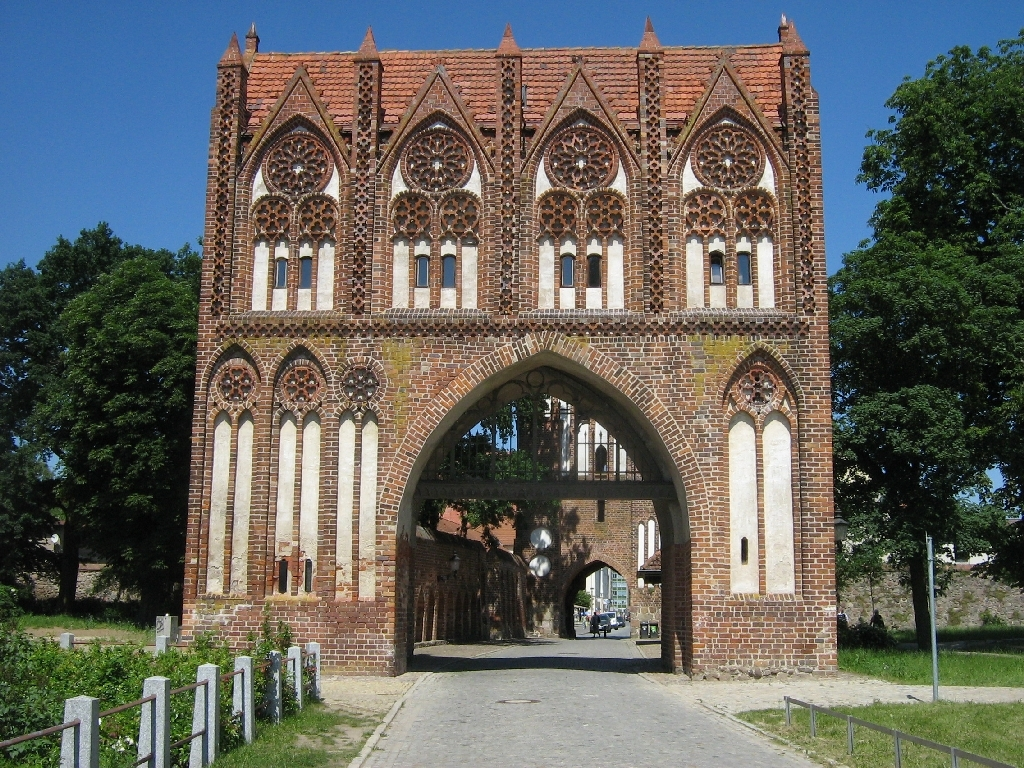
Stargarder Tor Südliches Stadttor (Bild: Vortor, Feldseite)
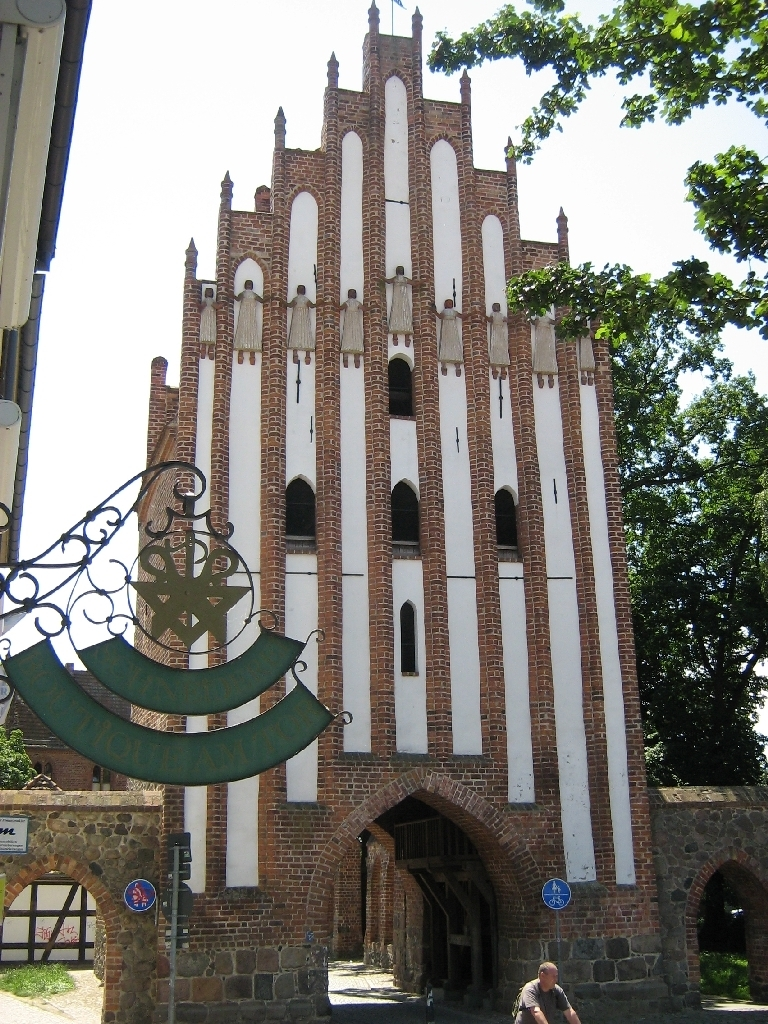
Stargarder Tor (Haupttor, Stadtseite)
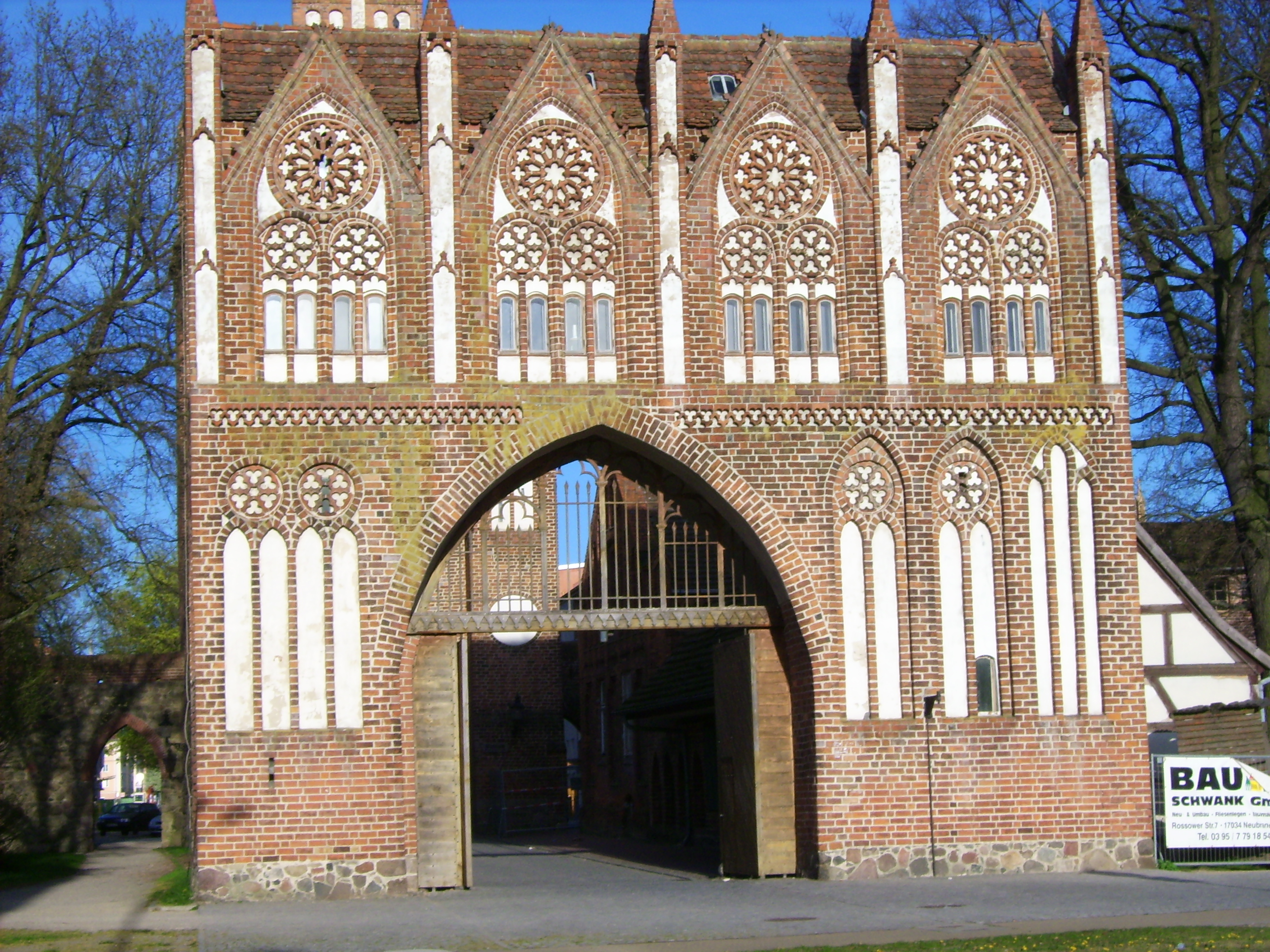
Treptower Tor Westliches Stadttor (Bild: Vortor, Feldseite)
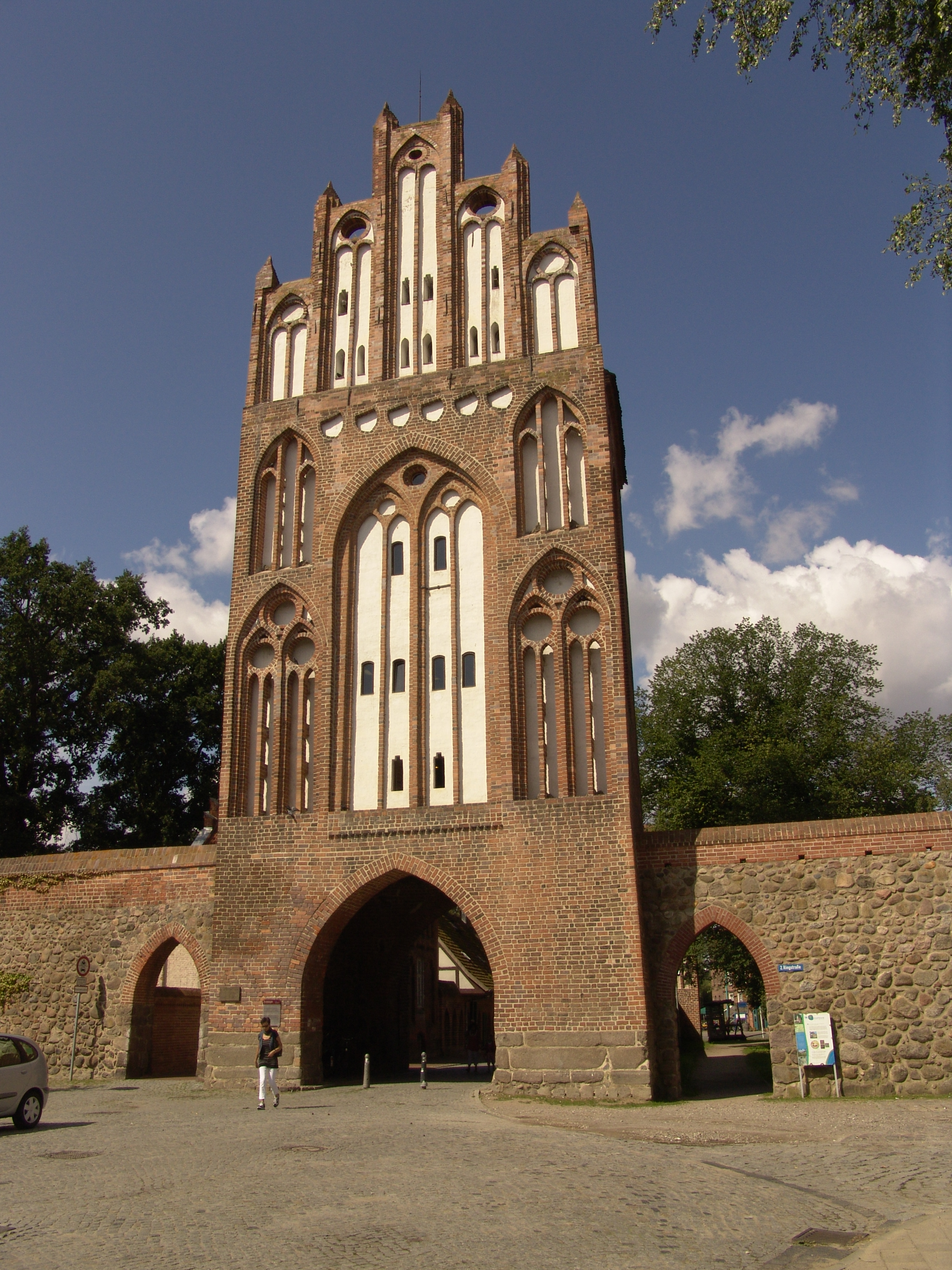
Treptower Tor (Haupttor, Stadtseite)

Im Jahr 2010 gab es Bestrebungen, die mittelalterliche Wehranlage Neubrandenburgs mit Stadtmauer und -toren für das UNESCO-Weltkulturerbe vorzuschlagen. Diese wurden nach einer knappen Analyse mit Rücksicht auf die Bewerbung des Schweriner Schlosses zunächst zurückgestellt.
Siehe auch: Neubrandenburger Wiekhäuser